# Errina antarctica
Errina antarctica — вид гідроїдних кнідарій родини Stylasteridae ряду Антомедузи (Anthomedusae). Вид поширений у антарктичних водах Південного океану на глибині 20—780 м.